# クラスノプレスネンスカヤ駅
座標: 北緯55度45分37秒 東経37度34分38秒 / 北緯55.760205度 東経37.577244度
クラスノプレスネンスカヤ駅（クラスノプレスネンスカヤえき、ロシア語: Краснопресненская）は、モスクワ地下鉄5号線環状線の駅。

## 駅の場所
駅は、クラスナヤ・プレスニャ通りの南、コニュシュコフスカヤ通りの西に位置している。近くにはクラスナヤ・プレスニャ競技場やモスクワ動物園がある。

## 歴史
環状線は1950年から段階的に開通していたが、1954年3月14日にベラルースカヤ駅 - パールク・クリトゥールイ駅間が開通したのに伴い、クラスノプレスネンスカヤ駅も開業した。このときの開通により環状線は全線開通となり、名前どおりの環状線として完成した。

## 装飾
駅構内は、白い大理石でできたコーニスと14のレリーフが施された、赤い花崗岩の支柱で飾られている。8つのレリーフは1905年に起きたロシア第一革命の出来事を描写しており、残りの6つは1917年のロシア革命の情景を描いている。元々レーニン像とスターリン像がプラットホームの端に立っていたが、1960年代前半に撤去された。その後バリカードナヤ駅との連絡通路がそこに作られた。
また、「戦士」という名の彫刻が駅の入り口正面に置かれている。

## 乗り換え
- バリカドナヤ駅（モスクワ地下鉄7号線タガーンスコ＝クラスノプレースネンスカヤ線）